# Cronograf
Cronograful (din franceză chronographe) sau, în forma sa veche, Hronograf constituie o specie literară, de regulă în proză, în care evenimentele politice, sociale, religioase, dar și fenomenele și curiozitățile naturii sunt prezentate începând cu facerea lumii și sunt integrate universului moral-religios creștin.
Dicționarul explicativ al limbii române oferă următoarea definiție: „Scriere cu caracter popular care reprezintă o sinteză a istoriei generale, alcătuită pe baza izvoarelor istorice, combinate cu legende biblice și populare.”
Cronografele sunt originare din lumea bizantină, fiind scrise în greaca vorbită de clasele cu educație medie. Deși în limba română s-au tradus și cronografe de proveniență rusească, interesul pentru cronografele grecești a fost mai mare, după cum arată și numărul mai mare de manuscrise păstrate.
Primul cronograf în limba română este cel al lui Mihail Moxa, scris în 1620. Cea mai importantă sursă a sa este o versiune mediobulgară a cronicii lui Constantin Manasses.